# José Ely de Miranda
José Ely de Miranda, més conegut com a Zito, (Roseira, São Paulo, 8 d'agost de 1932 - Santos, 14 de juny de 2015) fou un futbolista brasiler de les dècades de 1950 i 1960.

## Trajectòria
La major part de la seva carrera la passà al Santos, club on ingressà el 1952, després de formar-se al club de la seva ciutat natal, Roseira FC, i passar dos anys al Taubaté. Debutà amb el Santos el 29 de juny de 1952 amb victòria 3-1 enfront del Madureira.
Amb el Santos jugà regularment durant 15 anys, disputant 733 partits i marcant 57 gols. Fou capità de l'equip i jugà al costat d'homes com Pelé o Pepe.

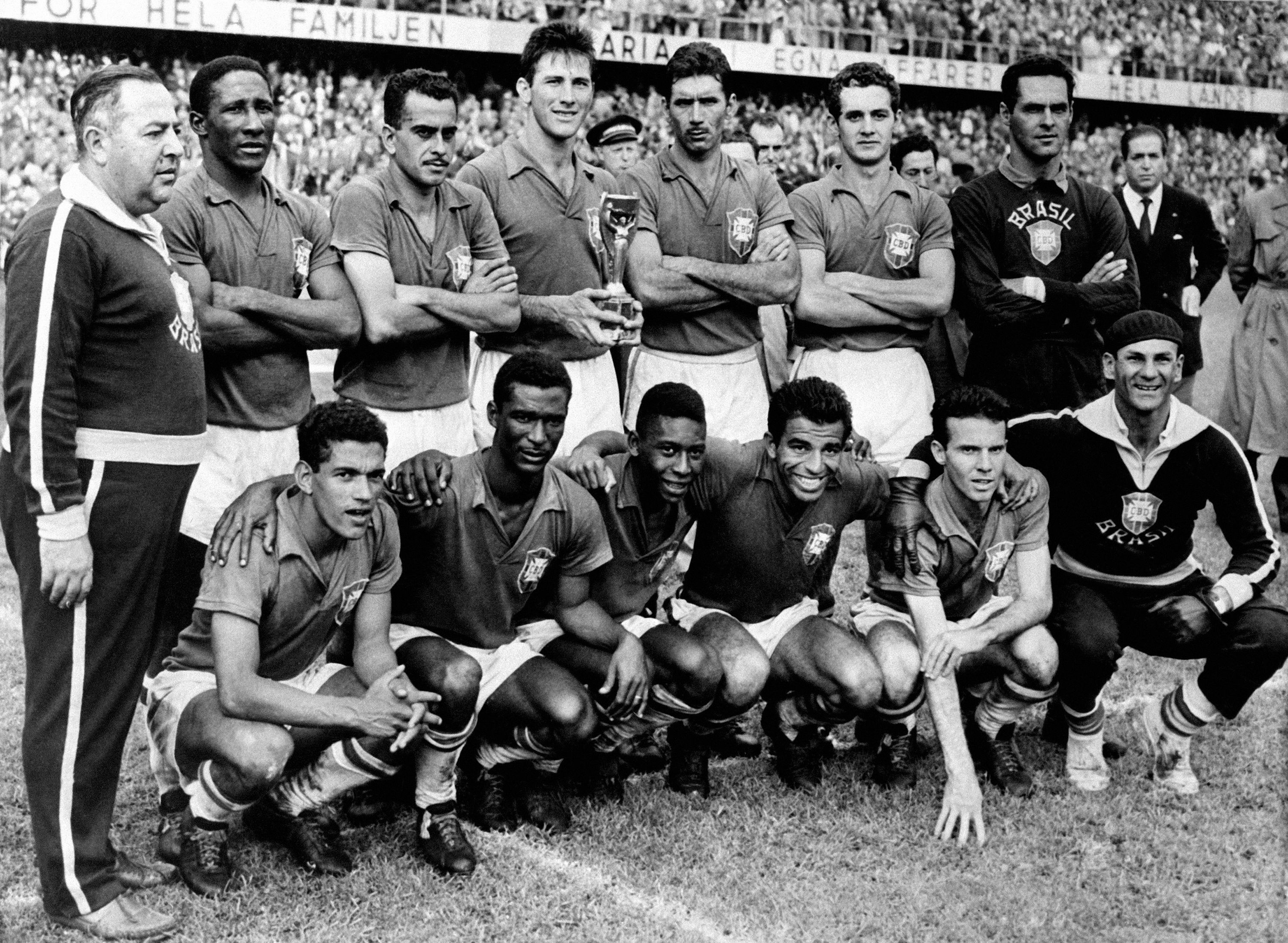
Zito (dempeus, tercer per l'esquerra) a la final del Mundial 1958.

Era nomenat el Gerente, perquè ajudava a l'entrenador Lula. Com no podia disputar la final de la Copa Intercontinental de 1963 per una lesió, actuà com a assistent de l'entrenador durant els dos partits.
El darrer partit de Zito fou el 7 de novembre de 1967, en una victòria per 5-0 davant el Ferroviário i el Fortaleza a l'Estadi Presidente Vargas.
Fou 52 cops internacional amb el Brasil on formà un centre del camp al costat de Didi. Disputà els Mundials de 1958, 1962 i 1966, essent campió el 1958 i 1962. L'any 1962 fou escollit en l'onze ideal del Mundial.
Un cop retirat fou vicepresident del Santos entre 1978 i 1982. També fou director de futbol i coordinador del futbol base, on descobrí futbolistes com Robinho i Diego. També descobrí Neymar als 11 anys, l'any 2003.

## Palmarès

### Nacional
Santos
- Torneig Rio-São Paulo: 1959, 1963, 1964, 1966
- Campionat Paulista: 1955, 1956, 1958, 1960, 1961, 1962, 1964, 1965, 1967
- Taça Brasil: 1961, 1962, 1963, 1964, 1965
- Copa Libertadores de América: 1962, 1963
- Copa Intercontinental de futbol: 1962, 1963

### International
Brasil
- Copa del Món de futbol: 1958, 1962